# Edgcote
Edgcote är en by i by i civil parish Chipping Warden and Edgcote, i distriktet West Northamptonshire, i grevskapet Northamptonshire i England. Byn är belägen 9 km från Banbury. Orten har 63 invånare (2009). Parish har 57 invånare (2001). Edgcote var en civil parish fram till 2008 när blev den en del av Chipping Warden and Edgcote. Byn nämndes i Domedagsboken (Domesday Book) år 1086, och kallades då Hocecote.